# Lepromoris gibba
Lepromoris gibba – gatunek chrząszcza z rodziny kózkowatych i podrodziny zgrzypikowych. Jedyny przedstawiciel rodzaju Lepromoris.

## Zasięg występowania
Gatunek ten występuje na Wyspach Kanaryjskich, notowany na Teneryfie.